# Pataleshvara-Tempel (Pune)

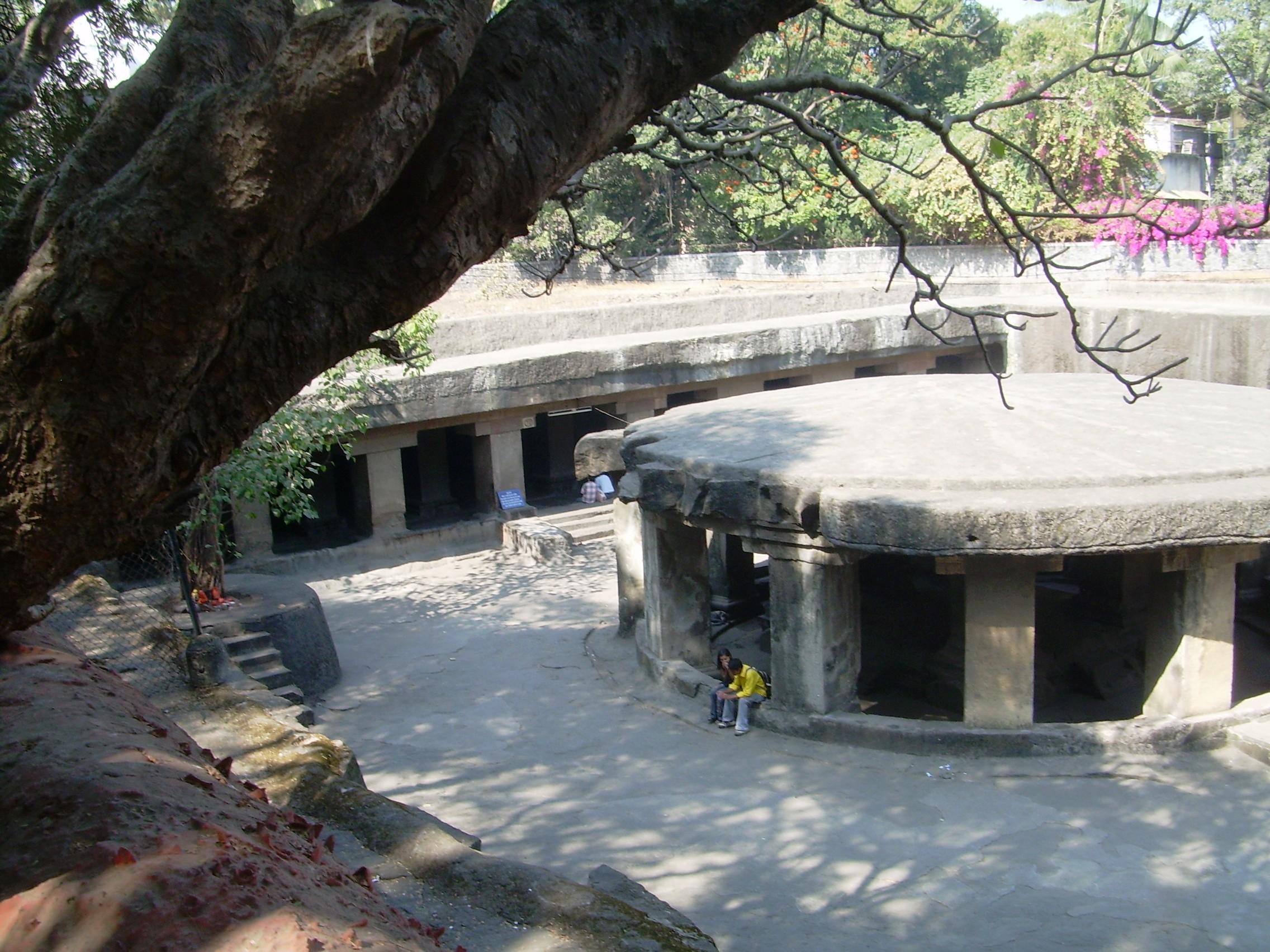
Pataleshvara-Tempel

Der Pataleshvara-Tempel (auch Panchaleshwar-Tempel oder nach seinem Standort Bamburde-Tempel genannt) von Pune im indischen Bundesstaat Maharashtra ist der älteste (erhaltene) Tempel der Stadt. Er reiht sich ein in die zahlreichen aus dem basaltischen Felsgestein (Dekkan-Trapp) herausgehauenen Höhlenheiligtümer auf dem Dekkan-Plateau (Ajanta, Ellora, Karli, Bhaja, Bedsa u. a.).

## Lage
Ehemals lag der Tempel außerhalb des Stadtgebietes; heute befindet er sich nahe beim Zentrum von Pune an der Jangli Maharaj Road, einer der wichtigsten Straßen der Stadt.

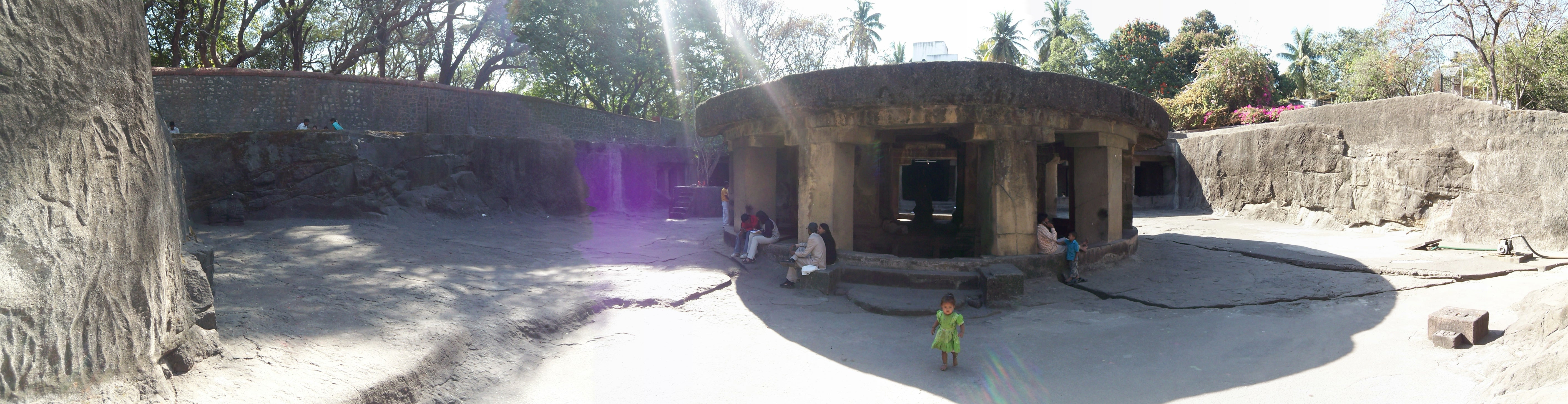
Pataleshvara-Tempel

## Geschichte
Obwohl keinerlei Bauinschriften oder sonstige schriftlichen Quellen existieren, geht man heute davon aus, dass der Tempel auf die Mitte des 8. Jahrhunderts und die Rashtrakutas zurückgeht, die auch den Kailasa-Tempel von Ellora aus dem Fels heraushauen und vielleicht auch die Flanken des Festungsbergs von Daulatabad in ihre heutige Form bringen ließen. Möglicherweise wegen eines Risses im Gestein des Sanktums (garbhagriha) wurden die Baumaßnahmen nach wenigen Jahren eingestellt.

## Tempel

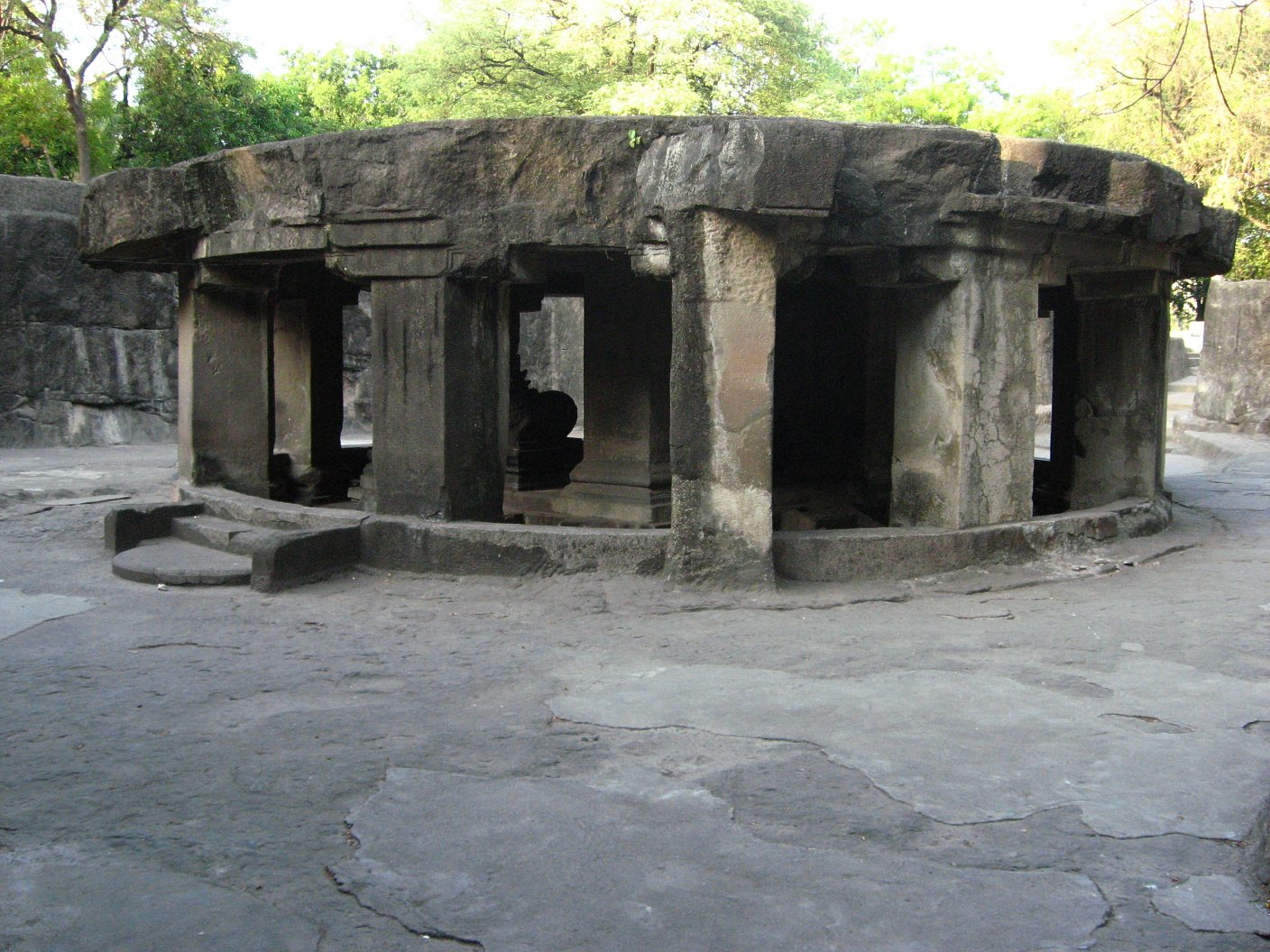
Runder Nandi-Schrein

### Weihe
Pataleshvara ist einer der vielen Beinamen des Hindu-Gottes Shiva; er bedeutet so viel wie „Herr der Unterwelt“.

### Architektur
Der vollständig aus dem anstehenden Basaltgestein herausgehauene Tempel hat eine ungewöhnliche architektonische Gestaltung: Er besteht aus einem rechteckig ummantelten Hof mit einem zentralen runden Schrein für Nandi, das Reittier (vahana) des Hindu-Gottes Shiva. Der Schrein ruht auf 12 mächtigen und vollkommen dekorlosen Stützen mit einem quadratischen Querschnitt, die oben mit Kämpferplatten abschließen. Der Umgang im Innern des Schreins ist gegenüber dem Bodenniveau leicht abgesenkt.

### Skulptur
In der Mitte des von vier Pfeilern gebildeten quadratischen Zentralbereichs ruht ein steinerner Nandi-Bulle auf einem profilierten Podest; sein Kopf ist auf den Lingam hin ausgerichtet und sein Hals ist mit Glockenketten bekränzt. Ein weiterer Nandi kniet auf einem Podest im Eingangsbereich in der Ostseite des Innenhofes unmittelbar vor dem Lingam. Der glattpolierte und von einer – in späterer Zeit hinzugefügten – Königskobra aus Messing umwundene schwarze Lingam des Gottes erhebt sich in einer schmucklosen Cella (garbhagriha).

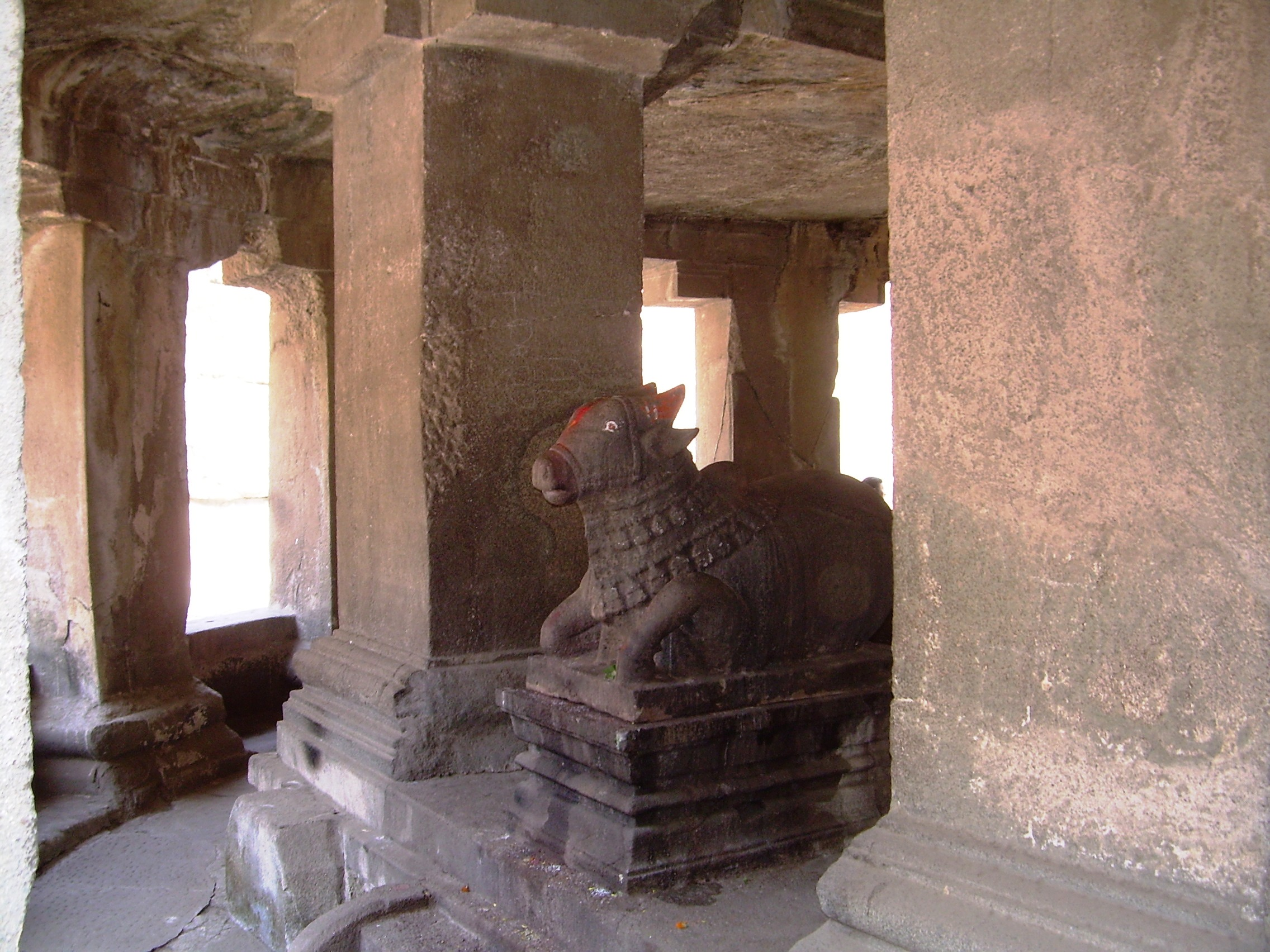
Nandi-Bulle im runden Schrein
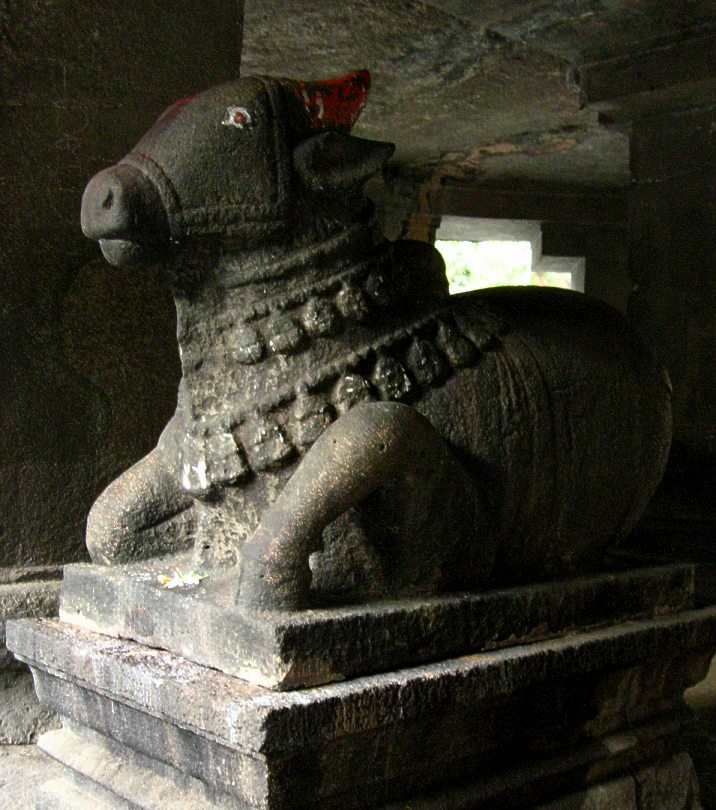
Nandi-Bulle
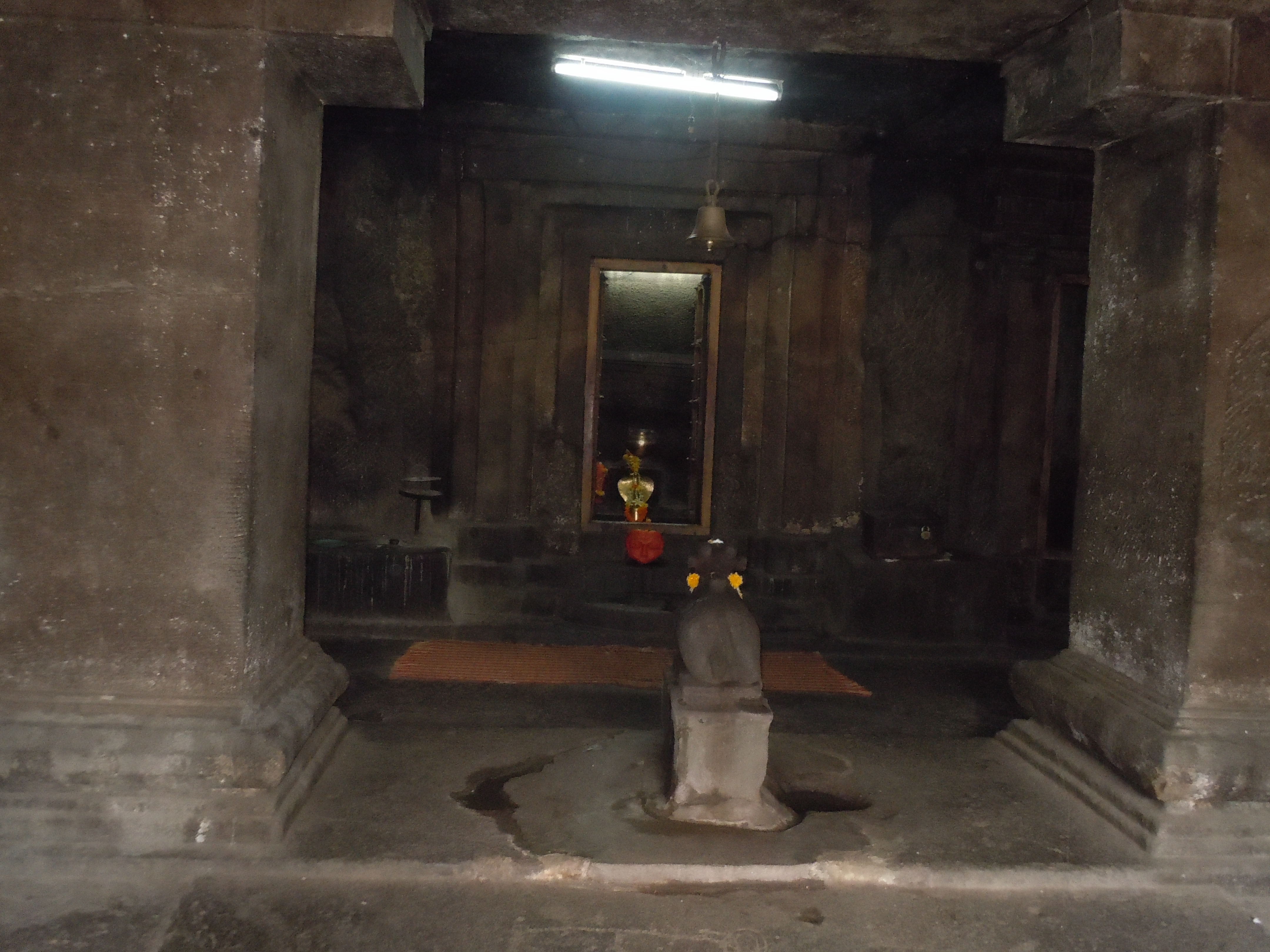
Zweiter Nandi-Bulle und Shiva-Lingam
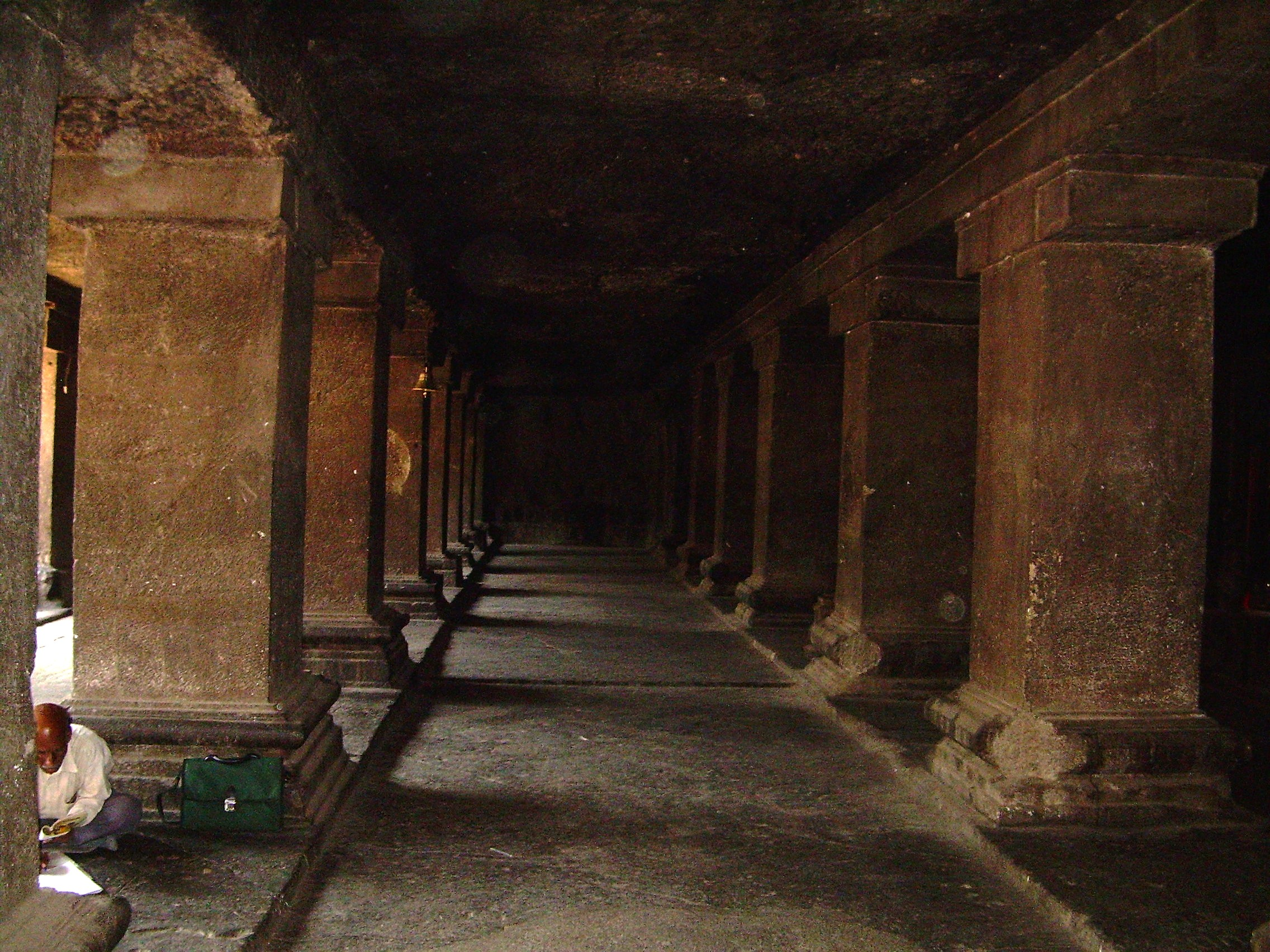
Doppelte Pfeilergalerie
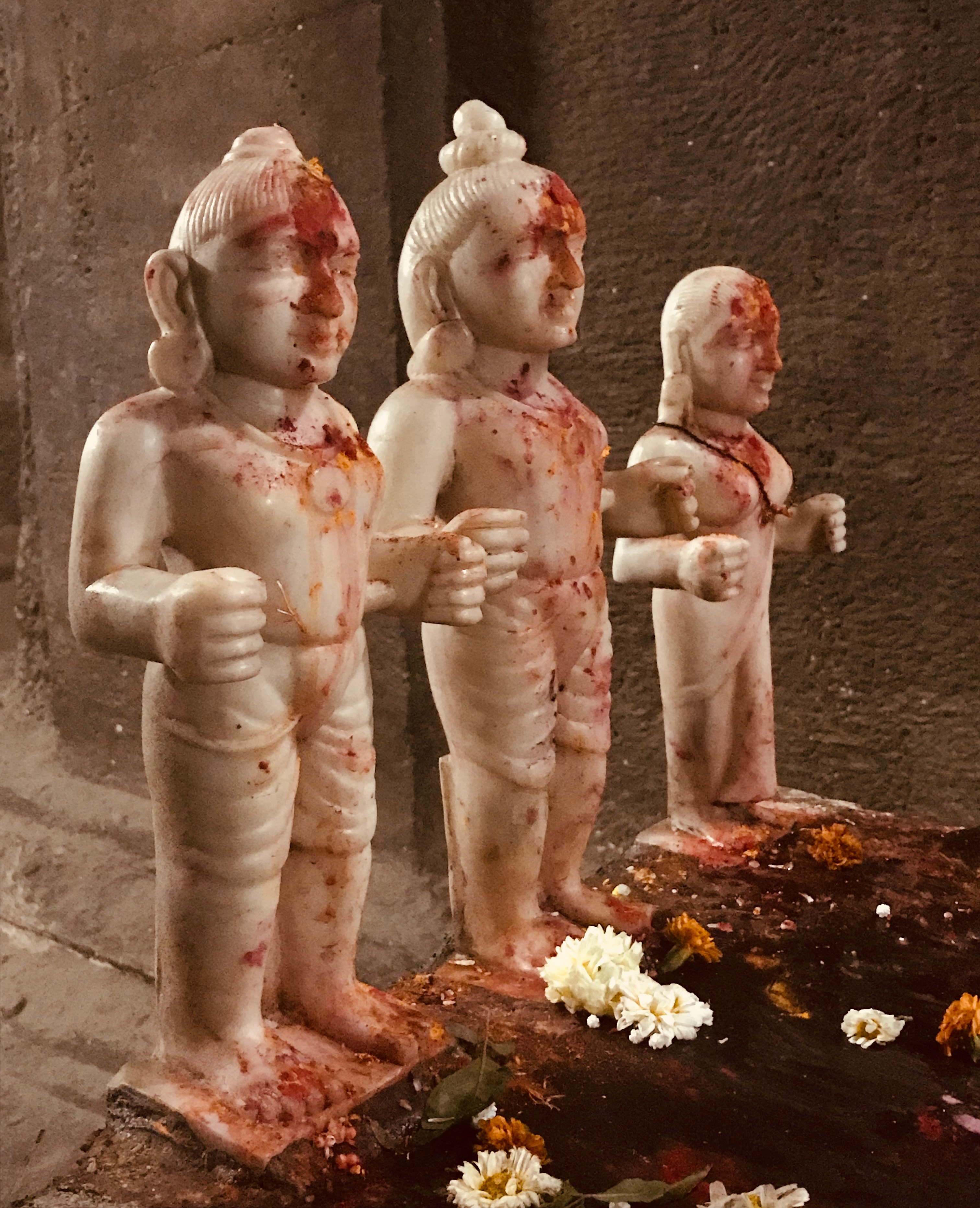
Pataleshwar

## Sonstiges
Der Tempel wird täglich von Gläubigen aufgesucht, die hier im Beisein von Brahmanen ihre puja-Zeremonien abhalten, bei denen der Lingam mit Wasser oder Milch übergossen und mit Blütenblättern geschmückt wird.